# Harriet Osborne O'Hagan
Pour les articles homonymes, voir Osborne.
Harriet Osborne O'Hagan (Dublin, 16 septembre 1830 - Paris, 29 décembre 1921) est une artiste portraitiste irlandaise,. 

## Biographie
Harriet Osborne naît à Dublin en 1830. Elle étudie d'abord avec George Sharp de la Royal Hibernian Academy. On trouve au moins une adresse de Dublin parmi ses œuvres exposées, le 195 Great Brunswick Street. Ayant déménagé à Londres, elle apparaît sous le nom d'O'Hagan en 1854 vivant au 193 Stanhope Street, bien qu'on ne sache pas quand et où elle s'est mariée. Vers 1866, O'Hagan s'installe à Paris. Elle est à Paris en même temps que Sarah Purser et fait partie de son cercle social, mais on en sait peu sur sa vie personnelle ou sa carrière. Sarah Purser peint un portrait intitulé Mademoiselle Lemercier en 1887, qui est probablement la fille d'O'Hagan, Marguerite Lemercier O'Hagan (1859 - v.1930). Il est suggéré que ce portrait a été fait lors d'une visite en Irlande. O'Hagan vit sa vie en France et on sait qu'elle déplore de ne pas pouvoir retourner en Irlande. Elle meurt en 1921 à Paris. Son petit-fils est Eugène Lemercier, fils de sa fille Marguerite, tous deux artistes à part entière. La correspondance de Lemercier en temps de guerre se trouve maintenant dans les collections de la Bibliothèque nationale d'Irlande,. 
Elle est enterrée au cimetière de Montmartre, 6e division, le long du mur, au centre de la division, avec sa fille Eugénie-Anna (1863-1972) et son fils Maximilien (1856-1881). 

## Carrière artistique
La première apparition d'O'Hagan exposant, sous le nom Osborne, est à l'âge de dix-neuf ans avec une lithographie de Mme Hone après M. Burton à la Royal Hibernian Academy en 1849. En 1851, elle soumet quatre portraits, un à la craie et une aquarelle de Richard D'Alton Williams. Encouragée par Sharp à étudier à l'étranger, O'Hagan vit à Londres pendant un certain temps, exposant sous le nom d'O'Hagan avec la Royal Academy of Arts en 1854. Ayant déménagé à Paris en 1866, elle étudie avec Thomas Couture, Léon Cogniet et Joseph-Nicolas Robert-Fleury. Elle donne des cours, avec quelques indices qu'elle a ouvert sa propre académie pour femmes. Entre 1866 et 1876, elle montre en grande partie des portraits lors d'expositions de salon. L'une de ces œuvres est un portrait de sa fille, intitulé Marguerite s'amuse. 
En 1948, M. Garbaye et J. de L'Être de Savigny-sur-Oise présentent à la National Gallery of Ireland (NGI) deux peintures à l'huile et quatre dessins au fusain d'O'Hagan. Trois des dessins sont des portraits, avec un dessin non daté qui serait sa sœur Eugénie et les deux autres sa fille Marguerite. Le dessin final au fusain est intitulé Farm in Normandy (1880). Les peintures à l'huile sont respectivement Maximilian O'Hagan et An Interior,. An Interior est présenté dans l'exposition de 1984 de la NGI, The Irish Impressionists, Irish Artists in France and Belgium, 1850-1914. 